# Atzizintla, Veracruz
Atzizintla är en ort i Mexiko.   Den ligger i kommunen Acula och delstaten Veracruz, i den sydöstra delen av landet, 400 km öster om huvudstaden Mexico City. Atzizintla ligger 5 meter över havet och antalet invånare är 167.
Terrängen runt Atzizintla är mycket platt. Runt Atzizintla är det ganska glesbefolkat, med 45 invånare per kvadratkilometer. Närmaste större samhälle är Cosamaloapan de Carpio, 19,5 km söder om Atzizintla. Trakten runt Atzizintla består till största delen av jordbruksmark.